# Belarussos
Els belarussos (en belarús: беларусы, o belarussi) són un grup ètnic eslau oriental que són la majoria de la població de Belarús. En l'actualitat hi ha uns 8 milions de persones que es consideren a si mateixes belarusses.

## Localització
Hi ha minories de belarussos en països veïns de Belarús com Ucraïna, Polònia (sobretot al Voivodat de Podlàquia), Rússia i Lituània. A principis del segle XX els belarussos constituïen una majoria a les regions del voltant de Smolensk.
Des de començaments del segle xx hi ha un nombre considerable de belarussos que van emigrar als Estats Units, Brasil i el Canadà. Durant l'època Soviètica el govern va deportar belarussos a diferents llocs de l'estat, entre els quals hi ha Sibèria, el Kazakhstan i Ucraïna.
Des de la desfeta de la Unió de Repúbliques Soviètiques centenars de milers de belarussos han emigrat als estats bàltics, als Estats Units, el Canadà, Rússia i als països de la Unió Europea.

### A Rússia
Segons el cens del 2002 hi ha 807.970 belarussos que viuen a Rússia. La majoria viuen a Moscou, Sant Petersburg, Kaliningrad i Carèlia. La majoria d'aquests són immigrants o fills d'immigrants recents i una nminoria són indígenes de les zones veïnes de l'actual Belarús, a les regions d'Smolensk de Pskov, a l'óblast de Smolensk i a l'óblast de Briansk. A la dècada de 1920 les polítiques de korenització (indigenització) soviètiques van impulsar l'educació i un sistema cultural belarús però aquest es va revertir a la dècada de 1930 i la cultura belarussa fou reprimida.

### Polònia
La minoria belarussa de Polònia es compon de 47.000 persones segons el cens del 2011. Aquest nombre ha disminuït en els últims temps degut a un procés actiu d'assimilació polonès. La majoria viuen al Voivodat de Podlàquia, tot i que també hi ha belarussos assimilats a la cultura polonesa al Voivodat de Pomerània Occidental.

### Ucraïna
Segons el cens del 2001 hi ha més de 275.000 belarussos a Ucraïna. La majoria d'aquests van ser deportats durant l'època soviètica. La ciutat de Lviv ha esdevingut un centre important de vida cultural i social belarussa i una altra de les ciutats on hi ha una presència important de belarussos és Sevastopol, a Crimea. El quart president d'Ucraïna, Viktor Yanukovych té avantpassats belarussos.

### Estats Units
Als Estats Units hi viuen entre 750.000 i 800.000 belarussos (0,24% de la població total). Els primers emigrants que hi van anar van ser a principis del segle xvii, tot i que la primera onada d'emigrants en massa va succeir a finals del segle xix, que va continuar fins a la Primera Guerra Mundial. Segons el cens del 2000 als Estats Units hi vivien 38.505 persones que havien nascut a Belarús. Alguns dels americans amb avantpassats belarussos més destacats són Scarlett Johansson i Gwyneth Paltrow.

## Llengües
El belarús i el rus són les dues llengües oficials de Bielarús, si bé el rus hi funciona pràcticament com a única llengua oficial. La llengua pròpia i autòctona del país és el bielarussenc, una llengua eslava oriental. La immensa majoria de la població del país s'autodefineix com a bielarussenca; emperò, per complexos motius històrics, que han engegat un procés de substitució lingüística, avui és de llengua russa el 72%, mentre que el bielarussenc només és parlat per l'11,9%. Hi ha dades estadístiques que mostren que el 29,4% dels bielarussencs llegeix, escriu i es comunica fluidament en bielarussenc, i que el 52,5% dels bielarussencs es poden comunicar i llegir en aquesta llengua.

## Genètica
Els belarussos tenen un alt percentatge del haplogrup R1a del cromosoma Y humà (51%) en el seu llinatge masculi, semblant als dels russos, ucraïnesos i polonesos. Aquests percentatges tant alts del R1a només es troben a l'Europa Oriental i a l'Índia.
Els estudis genètics mostren que els belarussos tenen similituds genètiques amb els polonesos, russos i ucraïnesos. Un estudi del cromosoma Y en els grups humans eslaus orientals mostra que aquest no varia de manera significativa entre els belarussos, polonesos, russos del centre-sud i ucraïnesos. Això revela que tenen un llinatge patrilineal majoritàriament compartit. En termes de la distribució dels haplogrups el patró genètic dels belarussos és més proper al dels ucraïnesos.
Un retrat genètic dels actuals belarussos documenta que hi ha una separació de subpoblacions al llarg d'una línia nord-sud que es demostra sobretot en la distribució dels llinatges cromosòmics R1b, I1a, N3 i els cromosomes G son diferents en la part occidental i oriental de Belarús.

## Etnònim
L'etnònim bielarussenc procedeix del corònim autòcton, Bielarús, que es pot traduir literalment com a 'Rus Blanca', en referència a la Rus de Kíiv; l'adjectivació de blanc podria referir-se al color dominant en la vestimenta tradicional dels bielarussencs, o bé equivaler a 'lliure', perquè el territori no fou dominat pels tàrtars. En efecte, els belarussos tracen els orígens fins al poble de la Rus.
En canvi, el corònim Belarús procedeix del nom donat al país pels russos, Belorússiia, el qual significa, literalment, 'Rússia Blanca', i fou aplicat al país pel tsarisme, de la mateixa manera que designava Ucraïna com a Petita Rússia (Malorossiia). Belarús també havia estat coneguda com a Rutènia Blanca (en llatí, Ruthenia Alba), forma que contrastava amb el corònim Rutènia que hom donava a Ucraïna (sobretot a la Ucraïna Occidental). Aquest nom fou utilitzat a l'Occident juntament amb el de rutens blancs o russos blancs; aquest darrer terme, en aquest valor, no s'ha de confondre amb els russos blancs pròpiament dits, és a dir, els russos contrarevolucionaris que s'oposaren als bolxevics durant la Guerra Civil Russa.

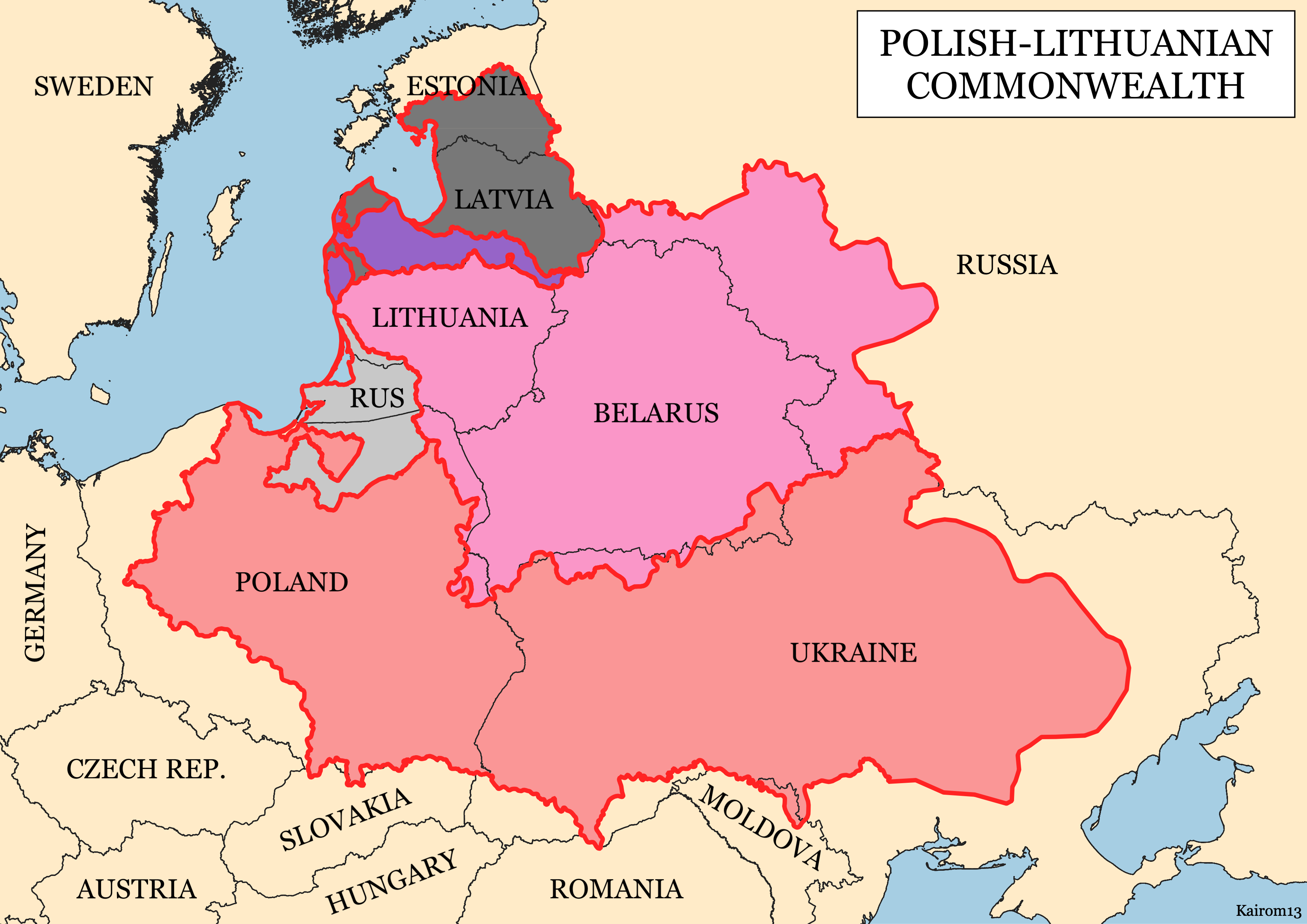
Confederació de Polònia i Lituània al
Regne de Polònia
Ducat de Prússia, feu polonès
Grand Ducat de Lituània
Ducat de Curlàndia, un feu adjunt
Livònia

## Història

Població al Bàltic al segle XX

Els belarussos remunten la seva cultura pròpia i diferenciada fins a la del Gran Ducat de Lituània, i, més enrere, a dos estats paleoslaus: la Rus de Kíev i el Principat de Polotsk. La majoria dels belarussos són descendents de les tribus eslaves orientals dels
dregovitxs, krivitxs i radimitxs, així com la tribu bàltica dels iotvingis.
Durant els segles xiii-XVIII els belarussos eren coneguts sobretot com a lituans, terme que posteriorment se circumscriví al poble bàltic que avui coneixem amb aquest món. A l'exterior hom els anomenava sobretot rutens, per Rutènia, en referència a la població de la part oriental del Gran Ducat de Lituània, és a dir, a les regions de Rutènia Blanca, Rutènia Negra i, en part, Polèsia, on es desenvolupà la llengua bielarussenca, sorgida com a evolució de l'eslavònic en el segle xiii. El bielarussenc, en aquell període sovint sota el nom de rutè, esdevingué la llengua oficial del Gran Ducat de Lituània, en substitució del llatí. Això ha fet que alguns historiadors belarussos hagin considerat el Gran Ducat com a estat belarús.
Entre el 1791 i el 1917 l'Imperi Rus va anar conquerint o adquirint amb maniobres diplomàtiques gran part del territori de l'actual Belarús, que va passar a formar part de la regió anomenada Zona d'Assentament.
Després de la Primera Guerra Mundial, els belarussos van veure reviure la seva pròpia identitat i van adquirir diversos graus d'independència: primer van aconseguir la República Popular Belarussa sota l'ocupació alemanya i després entre el 1919 i el 1991 hi va haver la República Socialista Soviètica de Belarús fins que aquesta últim any Belarús va aconseguir la independència durant la dissolució de la Unió Soviètica.

## Cuina
La cuina belarussa comparteix els mateixes arrels amb les cuines d'altres països de l'est i del nord d'Europa i es basa sobretot en la carn i en diversos vegetals típics de la regió. Un menú tradicional consisteix en una sopa i un plat principal.
Com que el blat no creix bé en un clima tant fred, a Belarús és típic el pa de sègol. Els cereals més comuns que tenen són l'ordi, la civada i la fajol. Els vegetals són la col, la remolatxa, el nap, el colinap, la xirivia i la pastanaga. Els belarussos són consumidors de porc, xai i carn de bou. Les begudes alcohòliques tradicionals són el vodka i el kvass.